# Heintze (Familienname)
Heintze ist ein deutscher Familienname.

## Herkunft und Bedeutung
Heintze ist eine Variante des Namens Heinz bzw. Heinrich.

## Namensträger
- Adolf von Heintze-Weißenrode (1864–1956), deutscher Landrat
- Albert Heintze (1831–1906), deutscher Namenforscher
- Anne Heintze (* 1960), deutsche Autorin
- August Heintze (1881–1941), schwedischer Botaniker
- Beatrix Heintze (* 1939), deutsche Ethnologin
- Detlef Heintze (* 1945), deutscher Schauspieler
- Ernst Heintze (* 1944), deutscher Mathematiker
- Ernst von Heintze-Weißenrode (1862–1951), deutscher Diplomat und Hofbeamter
- Florian von Heintze (* 1960), deutscher Journalist
- Friedrich Adolph von Heintze (1768–1832), deutscher Arzt, Maire der Hansestadt Lübeck und Gutsbesitzer, siehe Friedrich Adolf von Heinze
- Gerhard Heintze (1912–2006), deutscher lutherischer Theologe
- Hans Heintze (1911–2003), deutscher Kirchenmusiker und Organist
- Hans-Joachim Heintze (* 1949), deutscher Jurist und Hochschullehrer
- Heinrich von Heintze-Weißenrode (1834–1918), deutscher Forst- und Hofbeamter, Mitglied des preußischen Herrenhauses
- Helga von Heintze (1919–1996), österreichisch-deutsche Archäologin
- Horst Heintze (Romanist) (1923–2018), deutscher Romanist und Italianist
- Horst Heintze (Politiker) (1927–1997), deutscher Gewerkschafter und Politiker (SED)
- Jan Heintze (* 1963), dänischer Fußballspieler
- Joachim Heintze (1926–2012), deutscher Physiker
- Johann Adolph von Heintze (1829–1904), deutscher Verwaltungsjurist und Landrat
- Johann Christoph Heintze (1696–1747), deutscher Mediziner
- Johannes Heintze (1881–1973), deutscher Jurist und Ministerialbeamter
- Josias Friedrich Ernst von Heintze-Weissenrode (1800–1867), holsteinischer Amtmann
- Käthe Heintze (1889–1973), deutsche Kindergärtnerin und Pädagogin
- Manfred Heintze (1934–1985), deutscher Designer
- Marion Heintze (* 1954), deutsche Schachspielerin
- Regine Heintze (* 1950), deutsche Schauspielerin und Regisseurin
- Renate Heintze (1936–1991), deutsche Schmuckgestalterin
- Roland Heintze (* 1973), deutscher Landespolitiker (Hamburg) (CDU)
- Suse von Hoerner-Heintze (1890–1978), deutsche Schriftstellerin
- Traugott von Heintze (1877–1946), deutscher Verwaltungs- und Kirchenjurist